# Neschwitz
Neschwitz är en kommun och ort i Landkreis Bautzen i förbundslandet Sachsen i Tyskland. Kommunen hade 2 425 har cirka 2 400 invånare.
Kommunen ingår i förvaltningsområdet Neschwitz tillsammans med kommunen Puschwitz.